# 上原敬二
上原 敬二（うえはら けいじ、1889年2月5日 - 1981年10月24日）は、日本の造園研究家。学位は、林学博士。東京農業大学名誉教授。
東京高等造園学校（現・東京農業大学地域環境科学部造園科学科）の創設者。日本の造園教育の創始者として知られる。また造園の技術者としても、東京帝国大学大学院在学時に本多静六等と明治神宮の造園などを設計。その他、横浜山手の西洋庭園をはじめ、築造した庭園は三百余になるといわれている。
上原の著書の多くは造園系学校・学科の学生の参考書として現在も多く活用されている。

## 経歴と人物
東京深川で材木業の家に生まれる。上原の先祖は丹波綾部が郷国で、北面の武士になり、祖父が京都鷹司家分身朽木近江守一族で代々藩主の祐筆を務めていたといい、上原本人も父から書の塾へ通わされていたという。父安平は本業の材木業の他に伏見宮家造林掛の肩書でときどき宮家の財源林である君津、鬼泪山の赤松林に出張し、マキ材伐出を監督していたという。母親間近くの旧家の出で、寺子屋師匠も手助けをしていたという。上原も十代のころから父親の仕事関係でたびたび宮家行事の際に出入りして、お手づだい仕事を命ぜられた。
1904年（明治36年）に旧制東京府立第三中学校（現・東京都立両国高等学校）入学。二級下に芥川龍之介、同級に久保田万太郎がおり、終戦前後のころの不遇時代久保田に小説家転向を相談したことがある。こうして三中から旧制第一高等学校を経て、1914年（大正3年）東京帝国大学農学部林学科を卒業。卒業後は一生を学究生活に送ることを決意し、就職問題には無関心。この時代の林業界は全盛時代、卒業生は引く手あまた、えり好み自由、官公吏としては国有林、御料林、府県林務課、民間の林業会社、製材製紙会社は伝手を求めて卒業生を迎えるに汲々、そうした時期に就職もせず、教室に残るとは変りものといわれた。こうして同大大学院へ進学。森林美学・造園学・樹木学・建築学等を専攻。
ここに現われたのが明治神宮境内林問題である。卒業期も近づいたので上原は正式に先生に研究室に残って研究生活に入りたき旨を申し述べその許しを請うたが、当時神宮境内設計について官制公布以前、農科大学教授連と連絡があったのか、上原が在学中に指導教授であった本多静六博士が屢々上原を招き神宮境内の設計、樹林の問題などにつき協力、手助けを求め、時には庭師を同席させ、他の助手をも招き協議を行うこともあったとき、協力を拒んでいる。もとより協力を惜しむべきではなかったが、上原はこの時は神宮関係の役所に役人として奉職するような気持はなかった。それに反し、恩師の本多は上原の卒業後はその部署に責任者として就職させる心算であったことがあとで判然する。本多は、研究はいつでもできる、こういう機会は二度とあるものではない、この際、神宮境内造成の部署に正式に責任者として就職するよう、つまり役人となるようにと口を酸くして勧めた。上原は役人がもともと嫌いであるのだが、こうまで口説かれては要望を入れないわけにはいかない、万事休すと思って渋々ながら承諾したという。
官制発布前であったので、取り敢えず内務省(造神宮使庁)嘱託として就任。本多は「君のいう樹木利用の趣旨に添う絶好の試験場である。専門の学問は机上論ではだめ、実地に応用し得るよい機会である。宜しく学説を実際に試みよ」と述べたというが、後日就任してからこの試験やら実験やらを行ったのが課長の気に入らず、幾度か論争することになる。上原は本多からの言説を楯として譲らず、大先輩に当たる課長もこれに負けず、試験場ではない点を強調して上原をやり込めたというが、こうした結果によって上原はのちに神社林の研究で林学博士を受章となる。
博士を受章した同年、造園学研究のため欧米へ留学し、後にアメリカ合衆国の大都市の公園事情を詳しく分析している。
1918年（大正7年）上原造園研究所 設立。1923年（大正12年）に起こった関東大震災後発足の帝都復興院に任用されるが、7ヶ月で辞職。
帝都復興事業のための造園技術者養成を目指し、震災の翌年に東京高等造園学校を渋谷・常磐松の東京農業大学、当時は東京農学校のキャンパスの一角を借りて設立し、自ら校長となる。上原はこの学校で造園を学問的に分析し、大系づけ、造園技術をわかりやすく解明した。
1924年（大正13年）以降は東京高等造園学校校長のかたわらで、東京市と横浜市の公園事業の嘱託として、調査計画に関わる。横浜では1926年に、新聞社などをバックに捻出金を集め、公園を使って植木市を開催。またこの年に林泉社から刊行した『造園学汎論』（ぞうえんがくはんろん）は、現在の造園界の骨格にほぼ対応した構成を完成しており、さらに広範な造園対象を提示している先見性が認められ、日本初の本格的(体系的)造園学教育を目指そうとする意気込みが伝わってくる書籍となっている。構成は総説・造園史・個人造園・公共造園・都市公園・国立公園と風景問題の五編。公共造園について都市公園・国立公園を別立てで詳述しているのは、行政的に確立していない1924年(大正13年)時点では卓見しており、当時にあって公共建築・教化・療養・墓地・社寺・工業・運動・鉄道・国防・監獄・狩猟の各造園や田園都市の章を立てている。
その後、上原の創設した東京高等造園学校は1942年（昭和17年）4月1日東京農大専門部に併合され、専門部の造園科（現・地域環境科学部造園科学科）となった。
1953年（昭和28年）東京農業大学教授に就任。妻は三鷹に住み始めたころにいきつけとなる酒屋の娘であった。
優秀な作庭家の育成に寄与するため日本造園学会、東京農業大学造園科学科では、上原敬二賞を設けている。墓所は多磨霊園。

## 著書
- 樹木ガイドブック（朝倉書店 2012.4復刻、1979年）
- 人のつくった森 : 明治神宮の森〔永遠の杜〕造成の記録（東京農大出版会 2009.5 改訂新版）
- 日米の楔點ハワイ（文生書院 2009.2 電子復刻版）
- スギ・ヒノキの博物学（大日本山林会 1989.1）

- 石組園生八重垣伝 : 解説（加島書店 1922 [復刻版] 造園古書叢書, 第3巻）
- 芥子園風景画譜 : 解説（加島書店 1993 [復刻版] 造園古書叢書, 第5巻）
- 芥子園樹石画譜 : 解説（加島書店 1993 [復刻版] 造園古書叢書, 第4巻）
- 石組園生八重垣伝 : 解説（加島書店 1992 [復刻版] 造園古書叢書, 第3巻）
- 築山庭造伝 : 解説（加島書店 1989 [復刻版] 造園古書叢書, 第1巻,第2巻）
- 余景作り庭の図 : 嵯峨流庭古法秘伝の書 : 築山山水伝 : 夢窓流治庭 : 解説（加島書店 1985 [復刻版] 造園古書叢書, 第8巻）
- 都林泉名勝図会(抄)（加島書店 1987 [復刻版] 造園古書叢書, 第9巻）
- 南坊録抜萃 : 露地聴書 : 解説（加島書店 1983 [復刻版] 造園古書叢書, 第7巻）
- 山水並に野形図 : 作庭記 : 解説（加島書店 1982 [復刻版] 造園古書叢書, 第6巻）
- 造園植栽法講義（加島書店 1982 [復刻版] 造園古書叢書, 第6巻）
- 芥子園風景画譜 : 解説（加島書店 1977.6 造園古書叢書, 第5巻）
- 芥子園樹石画譜 : 解説（加島書店 1977.6 造園古書叢書, 第4巻）
- 南坊録抜萃・露地聴書 : 解説（加島書店 1975.1 造園古書叢書, 第7巻）
- 築山庭造伝 : 解説（加島書店 1975.6-1976.9 造園古書叢書, 第1巻,第2巻）
- 山水並に野形図・作庭記 : 解説（加島書店 1974.11 造園古書叢書, 第6巻）
- 園冶 : 解説（加島書店 1975 [復刻版] 造園古書叢書, 第10巻）
- 余景作り庭の図 : 解説 ; 嵯峨流庭古法秘伝の書 : 解説 ; 築山山水伝 : 解説 ; 夢窓流治庭 : 解説（加島書店 1972.7 造園古書叢書, 第8巻）
- 石組園生八重垣伝 : 解説（加島書店 1973.11 造園古書叢書, 第3巻）

- 文学碑 : 工法と実例（加島書店 1979.2）
- 談話室の造園学（技報堂出版 1979.5）
- 生垣の仕立方と手入（加島書店 1979.6）
- 造園大辞典（加島書店 1978.5）
- 世界並木写真集とグリエ（加島書店 1977.11）
- 造園辞典（加島書店 1977）
- 樹木大図説（有明書房 1975〜1976）
- 石組園生八重垣伝 : 解説（加島書店 1973）

- 洋風庭と構作物（加島書店 1977.5 小庭つくり方叢書, 6）
- 平庭・枯山水・植栽（加島書店 1977.2 小庭つくり方叢書, 5）
- 数寄屋風の小庭（加島書店 1977.1 小庭つくり方叢書, 4）
- 築山・池泉の小庭（加島書店 1976 小庭つくり方叢書, 3）
- 芝・苔・草の庭（加島書店 1976 小庭つくり方叢書, 1）
- 庭石・石組の小庭（加島書店 1976 小庭つくり方叢書, 2）

- 風景要素（加島書店 1975 造園大系 , 第8巻）
- 造園計画（加島書店 1974.9 造園大系 / 上原敬二著, 第5巻）
- 植栽・並木（加島書店 1974 造園大系 / 上原敬二著, 第6巻）
- 自然公園（加島書店 1974 造園大系 / 上原敬二著, 第4巻）
- 公園論（加島書店 1974 造園大系 / 上原敬二著, 第3巻）
- 造園総論（加島書店 1974 造園大系 / 上原敬二著, 第1巻）
- 風景・森林（加島書店 1974 造園大系 / 上原敬二著, 第7巻）
- 庭園論（加島書店 1973 造園大系 / 上原敬二著, 第2巻）

- 庭木栽培の手引 : 農地利用（加島書店 1973）
- 石庭のつくり方（加島書店 1973）
- 庭樹 : 仕立と手入法（アヅミ書房 1972）
- 解説南坊録抜萃・露地聴書（加島書店 1972）

- まつ科（加島書店 1971 樹木図説 / 上原敬二著, 第6巻）
- まつ科 まつ属(日本産)（加島書店 1971 樹木図説 / 上原敬二著, 第5巻）
- まき科（加島書店 1975 樹木図説 / 上原敬二著, 第4巻）
- いちい科（加島書店 1975 樹木図説 / 上原敬二著, 第3巻）
- イチョウ科（加島書店 1970 樹木図説 / 上原敬二著, 第2巻）
- そてつ科（加島書店 1970 樹木図説 / 上原敬二著, 第1巻）

- 芝生・苔・庭草・草花（加島書店 1973 庭園入門講座 / 上原敬二著, 第5巻）
- 日本式庭園・各種庭園（加島書店 1971 庭園入門講座 / 上原敬二著, 第10巻）
- 庭の調査・測量・見積（加島書店 1971 庭園入門講座 / 上原敬二著, 第2巻）
- 軒内・園路・池泉石組（加島書店 1972 庭園入門講座 / 上原敬二著, 第8巻）
- 岩石・庭石・石組方法（加島書店 1972 庭園入門講座 / 上原敬二著, 第7巻）
- 庭垣・袖垣・工作物類（加島書店 1971 庭園入門講座 / 上原敬二著, 第6巻）
- 庭樹解説・植栽・用途（加島書店 1972 庭園入門講座 / 上原敬二著, 第3巻）
- 滝・橋・灯籠・石造物（加島書店 1969.6 庭園入門講座 / 上原敬二著, 第9巻）
- 庭づくりの用意と構想（加島書店 c1968 庭園入門講座 / 上原敬二著, 第1巻）
- 剪定・生垣・庭樹各論（加島書店 1972 庭園入門講座 / 上原敬二著, 第4巻）

- 築山庭造伝 : 解説（加島書店 1971.後編）
- 芥子園風景画譜 : 解説（加島書店 1971）
- 解説芥子園樹石画譜（加島書店 1970）
- 石組園生八重垣伝解説（加島書店 1969）
- 石組と池泉の技法（加島書店 1967）
- 庭木と植栽の技法（加島書店 1968）

- 樹木の美性と愛護（加島書店 1968 樹芸学叢書, 8）
- 樹木の栽培と育成（加島書店 1967 樹芸学叢書, 7）
- 樹木の総論と観賞（加島書店 1967 樹芸学叢書, 1）
- 樹木の保護と管理（加島書店 1964.7 樹芸学叢書, 6）
- 樹木の増殖と仕立（加島書店 1963.12 樹芸学叢書, 5）
- 樹木の剪定と整姿（加島書店 1963.2 樹芸学叢書, 4）
- 樹木の植栽と配植（加島書店 1962 樹芸学叢書, 3）
- 樹木の移植と根廻（加島書店 1961.11 樹芸学叢書, 2）

- 石組写真集 : 施工本位（加島書店 1962-1965）
- 庭づくりの第一歩（加島書店 1966）
- 樹木ガイド・ブック（加島書店 1962）
- 樹木三十六話（上原敬二,本田正次,三浦伊八郎共著 地球出版 1966）
- 築山庭造伝解説（北村援琴著 ; 上原敬二編 加島書店 1965）
- 石庭のつくり方（加島書店 1964）

- 庭木の植え方と手入（加島書店 1966 ガーデンシリーズ, 20）
- 造園の施工まで（加島書店 1964 ガーデンシリーズ, 第19）
- 実用庭園（加島書店 1963 ガーデンシリーズ, 18）
- 日本式庭園（加島書店 1962 ガーデンシリーズ, 第17）
- 茶庭（加島書店 1961 ガーデンシリーズ, 第16）
- 園亭・ベンチ（加島書店 1961 ガーデンシリーズ, 第15）
- 巣箱と鳥類保護（加島書店 1960 ガーデンシリーズ, 第14）
- 日時計と日照（加島書店 1960 ガーデンシリーズ, 第13）
- 橋・泉池・壁泉（加島書店 1960 ガーデンシリーズ, 第12）
- テラス・石積工（加島書店 1960 ガーデンシリーズ, 第11）
- ペルゴラ・藤棚・蔓植物（加島書店 1960 ガーデンシリーズ, 第10）
- 木柵・門・トレリス（加島書店 1959 ガーデンシリーズ, 第9）
- 垣・袖垣・枝折戸（加島書店 1959 ガーデンシリーズ, 第7.8）
- 芝生と芝庭（加島書店 1959 ガーデンシリーズ, 第6）
- 樹木大図鑑（有明書房 1959-1965 1 , 2 , 3 ）
- 井戸・滝・池泉（加島書店 1958 ガーデンシリーズ, 第5）
- 石燈籠 ; 層塔（加島書店 1958 ガーデンシリーズ, 第4）
- 飛石・手水鉢（加島書店 1958 ガーデンシリーズ, 第3）
- 庭石と石組（加島書店 1958 ガーデンシリーズ, 2）
- 小庭の造り方 : 地割本位（加島書店 1957 ガーデンシリーズ, 第1）

- 庭樹 : 挿木・接木・取木・実生（アヅミ書房 1957）
- 学校園の作り方（恒星社厚生閣 1956.6 楽しい理科教室, 35）
- 庭樹 : 仕立と手入法（アヅミ書房 1955）
- 樹相ガイド（日新書院 1951）
- 植樹と緑の国土（同和春秋社 1951.6 觀察と実驗文庫）
- 杉の植林法（日新書院 1950）
- 風景読本（暁書房 1949）
- 樹木ガイド（日新書院 1949）
- 建築材料としての石材（上原敬二, 渡辺虎一共著 新展社 1947）
- 建築材料としての木材（新展社 1947）
- 造林と造園（東洋堂 1947）
- 庭の科學十二ヶ月（新展社 1946.6 改訂版）
- 庭の科學 : 十二ヶ月（日本電建 1944）
- 日本森林の性格と資源（大日本出版 1944）
- 日本風景美論（大日本出版 1943）
- 建築材料としての木材（日本電建出版部 1943）
- 山林叙情（新潮社 1943）
- 造園樹木（三省堂 1942.9-10 應用樹木學 / 上原啓二著 上巻 , 下巻）
- 日本人の生活と庭園（三省堂 1942）
- 洋風庭園の造り方（三省堂 1941）
- 家の改造と庭の改造（大洋社出版部 1940）
- 新らしい趣味の小庭園（大洋社出版部 1940）
- 小庭園の作り方（大洋社 1940）
- 日本式庭園の造り方（三省堂 1939）

- 庭園植物の害蟲防除（上原敬二, 加藤常吉著 成美堂書店 1939）
- 生籬と芝生（成美堂書店 1938）
- 庭石と岩組（成美堂 1936）
- 造園植物大圖説（平凡社 1935- 第1巻 , 第2巻 , 第3巻）
- 芝・芝生・芝庭（明文堂 1934）
- 日米の楔點ハワイ（先進社 1932）
- 庭樹の知識 : 造庭参考（博文館 1932）
- 小庭園の園藝（金星堂 1932 小庭園叢書, 2）
- これからの小庭園（金星堂 1932 小庭園叢書, 1）
- 新しい室内庭園（金星堂 1932.10 小庭園叢書, 第3巻）
- 素人に出來る趣味の庭つくり（金星堂 1931）
- 庭園の鑑賞と築造（金星堂 1931）
- 作業教育學校園の設計と造園法（中文館書店 1931）
- 家の改造と庭の改造（金星堂 1931）
- 素人に出來る趣味の庭つくり（大洋社出版部 1930）
- ベビー・ゴルフ（春陽堂 1930）
- 子供動物・植物學（石川千代松, 上原敬二著 興文社 : 文藝春秋社 1929.2 小學生全集, 第63巻）
- 和洋風庭園の作り方（資文堂 1929）
- 庭木と庭石（雄山閣 1928.4 造園叢書 / 日本庭園協会編輯, 第9巻）
- 東京農業大学講義（澤田五郎編 東京農業大学出版部）
- 科學的自己吃音矯正法 : 最新研究（上原敬二, 松澤忠太共著）
- 東京雄辯指導會 1932）
- 森林木材立木尺〆材積計算便覽（郁民書院 1927.3 増補改版）
- 樹木根廻運搬並移植法（嵩山房 1927）
- 庭園學概要（紀元社 1926）
- 最新林業の經營（甲子社書房 1925）
- 實驗造園樹木（養賢堂 1925）
- 作庭記（[藤原良経著] ; 上原敬二編 林泉社書房 1925）
- 住宅と庭園の設計（嵩山房 1925）
- ポケツト造園便覽（甲子社書房 1925）
- 風景雜記（春陽堂 1925）
- 國立公園の話（新光社 1924.5 常識科學叢書, 2）
- ハワイ印象記（新光社 1924）
- 造園学汎論（林泉社 1924）
- 都市計画と公園（林泉社 1924）
- 上原林學教科書（郁民書院 1924 上巻 , 下巻）
- 分リ易キ木材立木尺〆材積計算法（嵩山房 1924）
- 芝生と芝庭（林泉社 1924）
- 園方書 ; 庭造秘書（林泉社 1924）
- 森林木材立木尺〆材積計算便覽（郁民書院 1924）
- 最新自宅吃音矯正法（上原敬二, 松澤忠太共著 東京雄辯指導會 1923）
- 庭園學概要（新光社 1923）
- 神秘郷をたづねて（新光社 1923）
- 旅から旅へわたり鳥の記（新光社 1922）
- 分リ易キ木材立木尺〆材積計算法（嵩山房 1921）
- 林業の經營（嵩山房 1920）
- 住宅と庭園の設計（嵩山房 1920）
- 分リ易キ木材立木尺〆材積計算法（嵩山房 1919）
- 神社境内の設計（嵩山房 1919）
- 樹木根廻運搬並移植法（嵩山房 1918）
- 日本莱因風景の利用策（本多静六, 上原敬二調査）
- 築山庭造傳（北村援琴著 ; 上原敬二編、文金堂喜兵衛 [享保年間]前編 上 , 前編 中 , 前編 下 , 後編 上 , 後編 中 , 後編 下）
- 應用樹木學（三省堂）